# Puits Sainte-Marie
Vous lisez un « article de qualité » labellisé en 2014.  Il fait partie d'un « thème de qualité ».
Le puits Sainte-Marie est l'un des principaux puits des houillères de Ronchamp. Il est situé sur la commune de Ronchamp, dans le département français de la Haute-Saône et la région Bourgogne-Franche-Comté. Il connaît une activité très irrégulière entre 1866 et 1958 et sert très peu à l'extraction, mais subit un coup de grisou le 24 janvier 1869 qui fait huit morts et trois blessés. Il sert essentiellement de siège d'aérage pour les autres puits. Il connaît une longue période d'arrêt entre 1896 et 1924.
Le chevalement en béton armé date de la reprise des activités en 1924. Le site ferme définitivement en 1958, à la fin de l'exploitation du bassin minier de Ronchamp et Champagney, le puits est remblayé l'année suivante mais le chevalement échappe à la démolition. Depuis le 29 mars 2001, ce dernier témoin architectural conservé des mines de charbon de Ronchamp, est inscrit comme monument historique avec le label « Patrimoine du XXe siècle ».

## Situation avant le fonçage
En 1830, un sondage est creusé au sommet de la colline de Bourlémont, non loin de l'emplacement du futur puits Sainte-Marie. Il rencontre le terrain houiller, mais pas de trace de charbon.
Dans les années 1860, les houillères de Ronchamp exploitent le centre du bassin houiller connu. On dénombre les puits Saint-Charles et Saint-Joseph à l'ouest et les puits Sainte-Pauline et Sainte-Barbe à l'est. Afin de les remplacer, le creusement du puits Sainte-Marie est entrepris à l'ouest pour succéder au vieillissant puits Saint-Charles, et à l'est le creusement du puits Saint-Georges pour succéder au puits Sainte-Pauline (sans succès).

## Fonçage

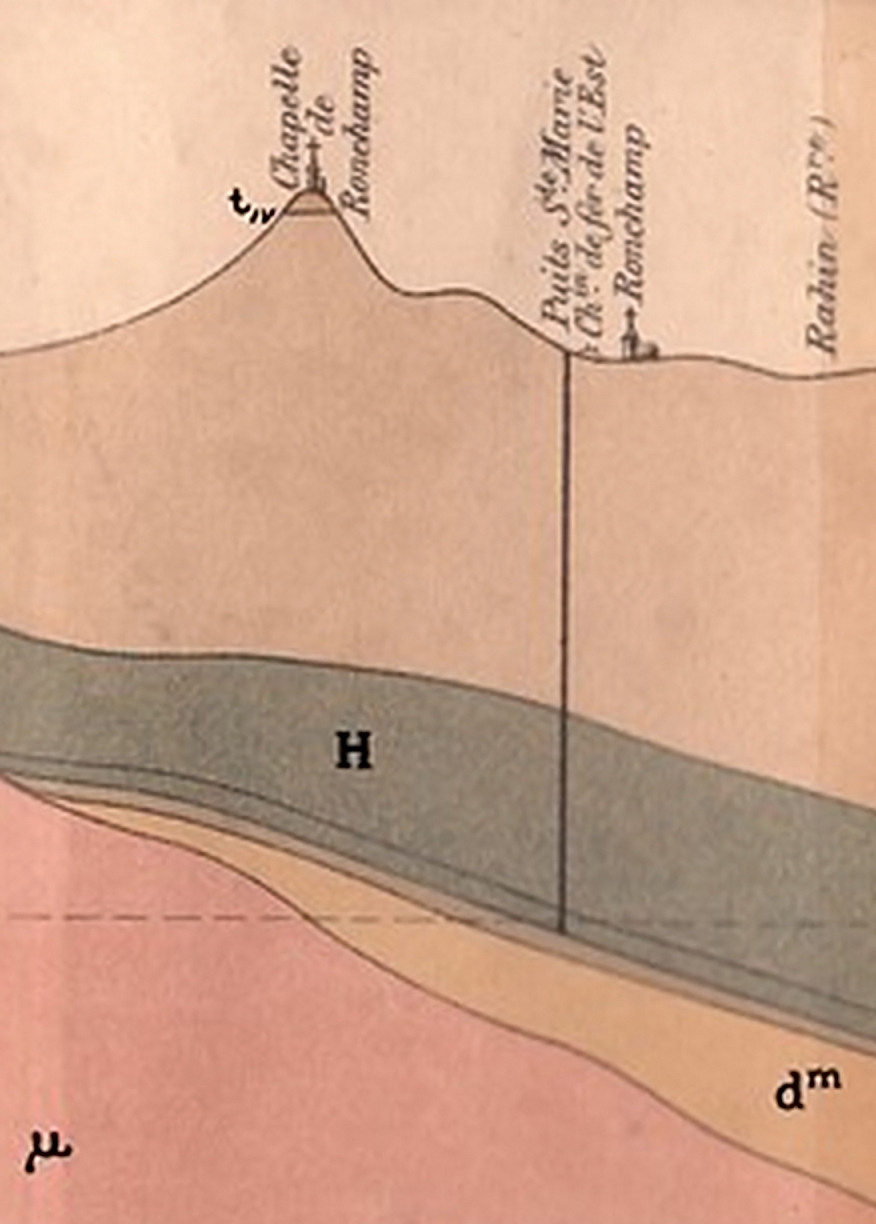
Coupe géologique du puits Sainte-Marie :
H : terrain houiller supérieur ;
d^{m} : terrain métamorphique ;
µ : porphyrite augitique.

C'est en 1863 que le conseil d'administration décide de creuser un nouveau puits à l'ouest du puits Saint-Charles afin de remplacer ce dernier. À cette époque, les limites du bassin de Ronchamp ne sont pas connues. L'emplacement du puits est établi à 1,4 km à l'ouest du puits Saint-Charles, au pied de la colline de Bourlémont au sommet de laquelle se trouve la chapelle Notre-Dame-du-Haut.
Le fonçage du puits débute le 23 avril 1864 avec une section circulaire de 3,5 mètres de diamètre. Contrairement à la plupart des puits de Ronchamp, il y a peu d'infiltrations d'eau. Les 25 premiers mètres sont muraillés avec soin et du ciment Portland est coulé derrière,. Le creusement s'achève au bout de deux ans grâce à un treuil à vapeur de six chevaux,, le puits a été creusé à une vitesse moyenne de 17,95 mètres par mois et a coûté 172 157,93 francs au total. Le terrain houiller est rencontré à 239 mètres. Mais à 305 mètres de profondeur, les ouvriers rencontrent une couche de 60 centimètres de charbon ; le puits est ensuite approfondi jusqu’au terrain de transition, à 359 mètres, sans rencontrer d'autres couches exploitables.
Le creusement du puits s'est effectué dans un terrain accidenté et fortement faillé : les bancs sont formés à 260 mètres de conglomérats grossiers de schistes noirs, de grès schisteux, de porphyre mêlés à une pâte feldspathique. Une faible couche de houille impure de 10  à   12 cm d'épaisseur se trouve à 282,25 mètres de profondeur,.

## Recherches
Malgré ces mauvais résultats, la décision est prise d'aménager le puits comme un site d'extraction avec des cages munies de systèmes de sécurité et d'y mener plusieurs chantiers de recherche. Deux galeries sont creusées. L'une d'entre elles est creusée en direction de l'ouest et rencontre de nombreux accidents de terrain. C'est à ce moment-là que l'on découvre la limite occidentale du bassin minier de Ronchamp.
Dans l'autre galerie, seules sont découvertes de fines veines de houille de 70 centimètres entrecoupées de filets de schistes et de pyrite.
Malgré tout, un petit chantier d'abattage est établi à 400 mètres de la recette inférieure du puits et un peu plus de 1 000 tonnes de ce charbon y sont extraites. Une galerie de jonction est ensuite creusée avec le puits Saint-Charles et l'extraction au puits Sainte-Marie s’arrête là.

## Incidents
Les recherches effectuées au fond du puits Sainte-Marie sont perturbées par plusieurs types d'incidents.
C'est d'abord la machine d'extraction qui pose un problème. Il s'agit d'une petite machine à vapeur de 8 ch actionnant un treuil. Ce dispositif ne doit durer que le temps du fonçage, mais n'est jamais remplacé. Il permet de remonter cinq tonnes de déblais par jour. Cette machine casse le 13 novembre 1866 en remontant un chariot de charbon. Au moment de l'incident, cinq mineurs se trouvent au fond. Ils sont remontés le lendemain à l'aide d'un treuil manuel à engrenage. La machine est remplacée deux ans plus tard par l'ancienne machine du puits Notre-Dame qui possède un cylindre de 70 cm de diamètre et un frein à vapeur, complétés par des engrenages et un arbre à bobine.
En janvier 1868, une cage d'extraction se décroche et endommage des guides avant de tomber dans le puisard. Cet incident provoque quinze jours de chômage pour remettre les installations en état.
Le puits Sainte-Marie connaît également un coup de grisou le 24 janvier 1869. Cet accident fait huit morts et trois blessés qui sont retrouvés le 1er février suivant après la réparation de 250 mètres de boisages.

## Aérage

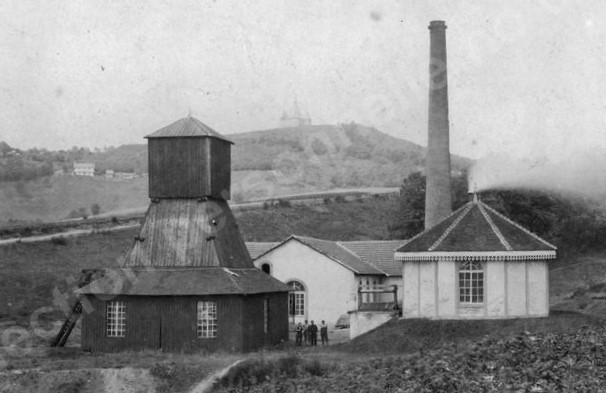
Les anciennes installations du puits Sainte-Marie vers 1884.

Le 17 février 1869, le percement en direction du puits Saint-Charles est terminé et le puits Sainte-Marie devient le puits d'aérage pour tous les chantiers de celui-ci.
Le puits Sainte-Marie devient ensuite le puits d'aérage général pour tous ses voisins qui eux, exploitent le charbon. Pour cela il reçoit de nouvelles infrastructures : son orifice est bouché par une fermeture mobile à joint hydraulique tandis que le ventilateur Guibal de neuf mètres de diamètre du puits Sainte-Pauline est installé sur le carreau de la fosse. Il est remplacé à la fin juillet 1872 par un ventilateur Lemielle plus puissant, capable de fournir un débit de 20 m3 d'air par seconde. Il est installé dans une cuve en maçonnerie de 7,10 mètres de haut et 4,50 mètres de diamètre, rendue étanche par une rigole d'eau de trente centimètres. Mais cet appareil ne donne pas satisfaction car peu fiable et moins performant que dans les prévisions, le ventilateur Guibal est donc laissé en place comme ventilateur suppléant et de secours.
Il est abandonné à la suite de la fermeture définitive des puits Saint-Charles, Notre-Dame-d'Éboulet et Saint-Joseph, en 1896. Mais, tout comme le puits no 10, il n'est pas remblayé pour permettre aux éventuels gaz de s’échapper, il est alors entouré d’un mur de 2,50 m de haut sur toute sa longueur. Les installations, laissées à l'abandon, tombent en ruine dans les années 1910,,.
En 1924, les houillères de Ronchamp désormais en difficulté ne veulent plus négliger la moindre couche exploitable. C'est ainsi que le puits Sainte-Marie renaît de ses cendres, et est équipé d'un chevalement en béton armé conçu par l'ingénieur liégeois Charles Tournay, d'un treuil électrique et de deux ventilateurs,. Mais le puits du Chanois est préféré pour exploiter la houille, car celui-ci est installé près des installations de triage et de lavage. Le puits Sainte-Marie, relié par un montage à ce puits, est néanmoins utilisé comme puits d'aérage général jusqu'à l'abandon des houillères de Ronchamp en 1958.
Lors de la nationalisation des houillères françaises en 1946 sous l'impulsion du Gouvernement provisoire mené initialement par Charles de Gaulle, le bassin minier de Ronchamp est confié à Électricité de France (EDF), parce qu'il est trop éloigné des autres grands bassins miniers et qu'il comporte une importante centrale thermique. En 1950, ses molettes et sa machine d'extraction sont retirées pour être remontées sur le puits de l'Étançon situé aux affleurements.

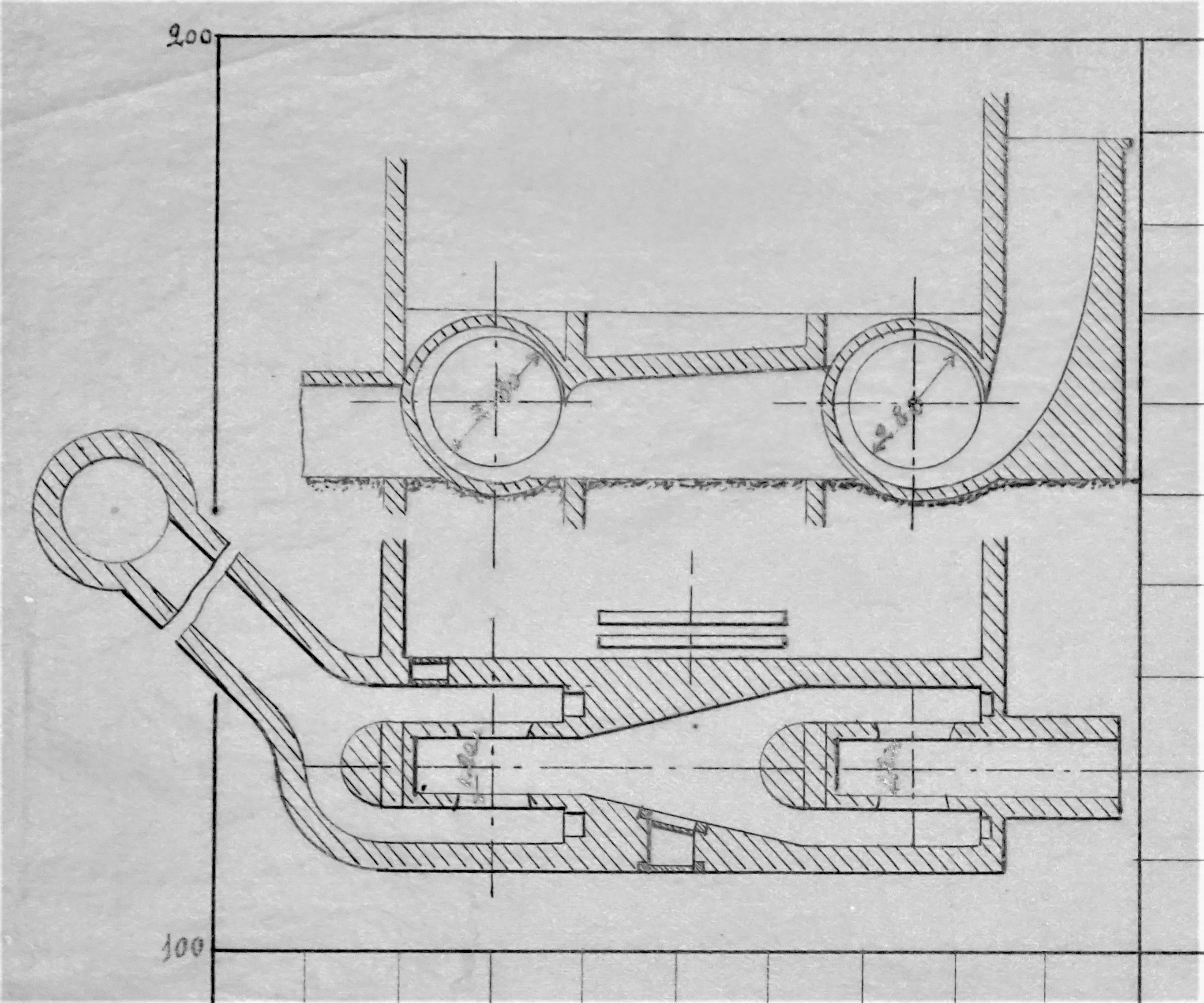
Le double ventilateur Guibal des années 1860, dont les ruines subsistent.
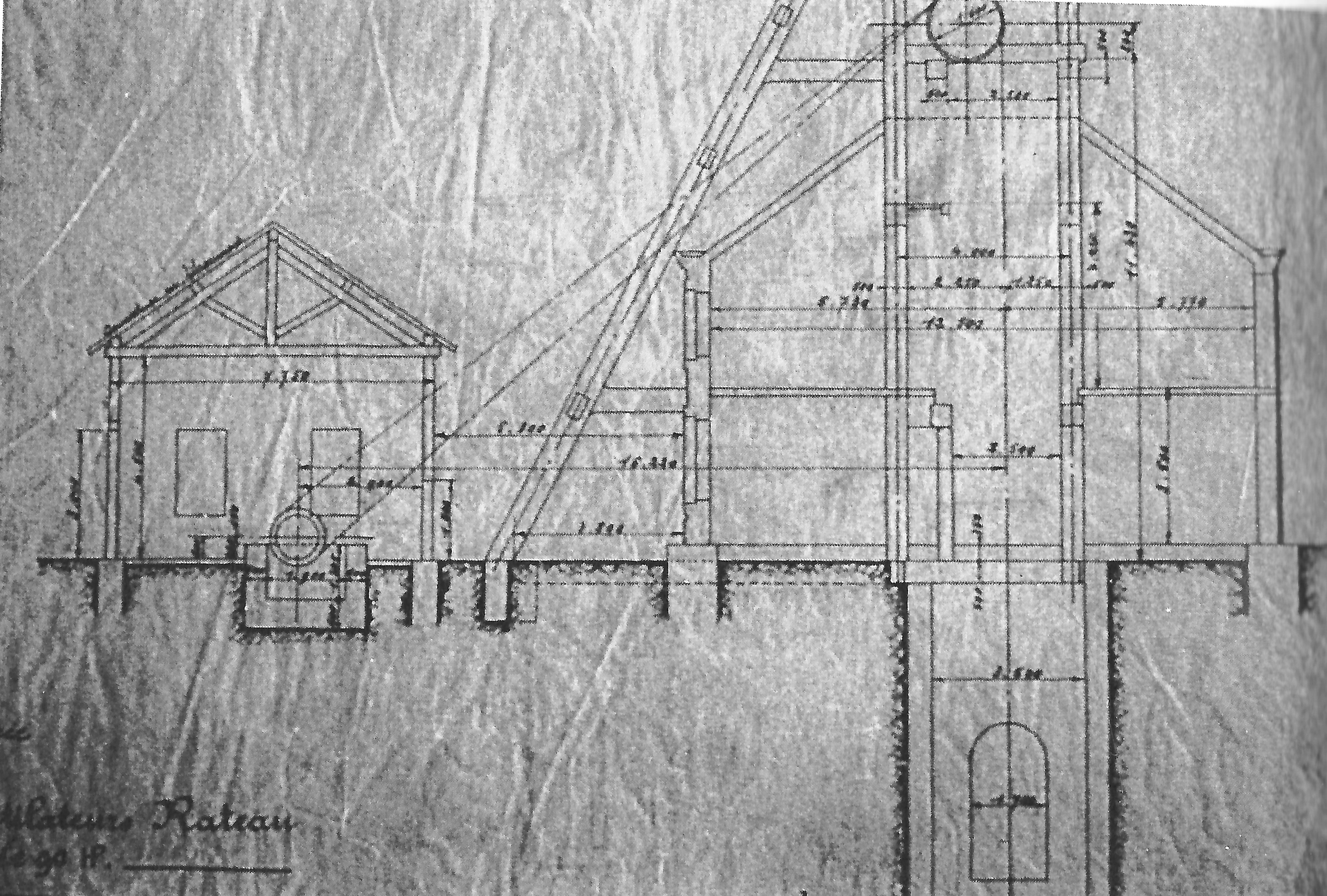
Le système d'extraction des années 1920.
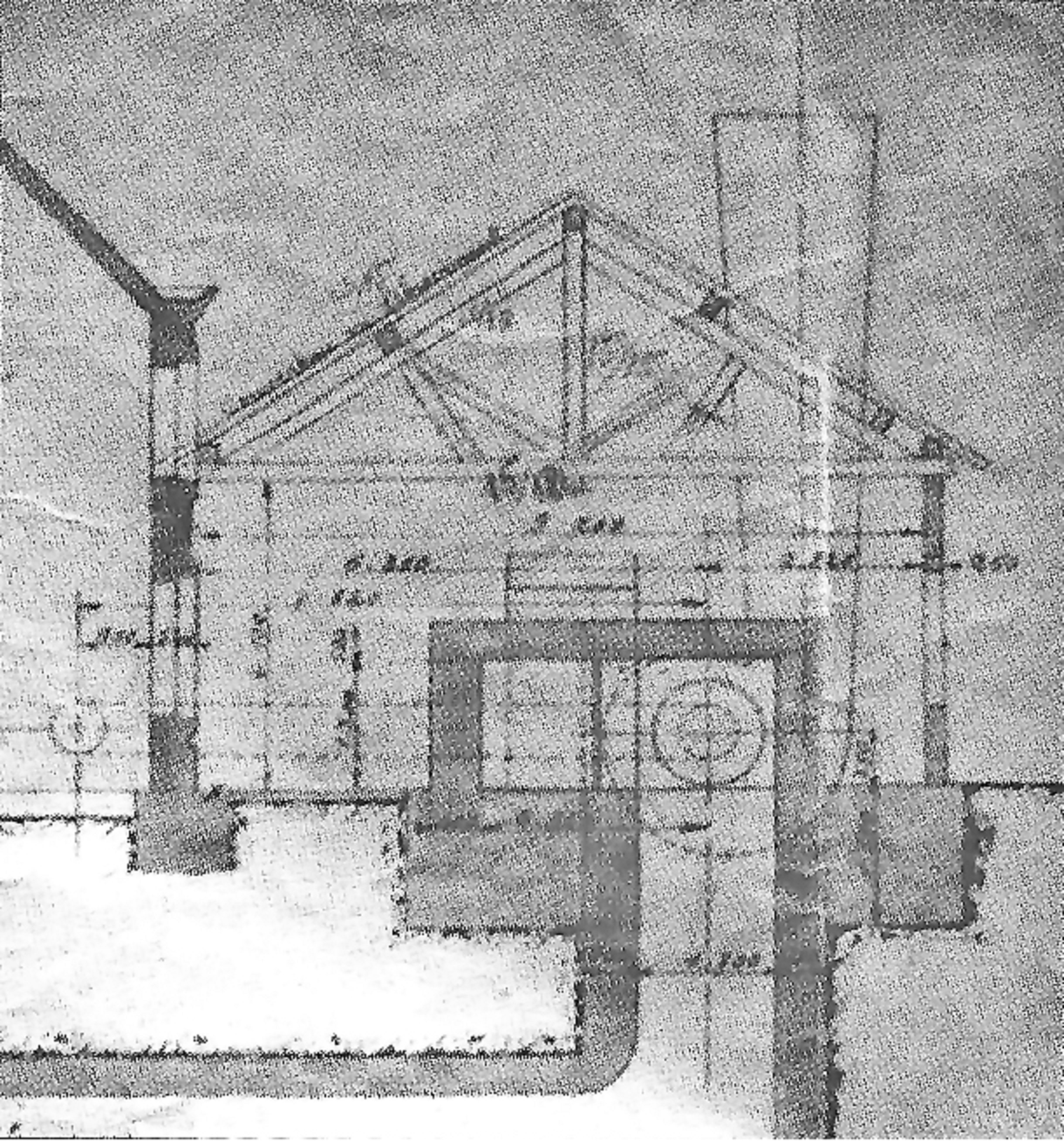
Le système d'aérage électrique.

## Reconversion et conservation

Plan des vestiges du puits :

Après la fermeture, le puits est remblayé avec du schiste. Une dalle en béton est coulée le 27 août 1959 par l’entreprise Cotta,,. Dès la fermeture du puits, il est envisagé de démolir le chevalement, mais la population, très attachée à son patrimoine, s'y oppose, en particulier le docteur Marcel Maulini, créateur du musée éponyme qui forme un comité pour le rachat et l'aménagement du puits Sainte-Marie parvenant ainsi à sauver le chevalement en 1972. EDF le cède au conseil général de la Haute-Saône pour un franc symbolique. Le docteur Maulini, membre du conseil municipal de Ronchamp depuis 1953, prévoyait alors de le transformer en musée de la mine, mais le projet ne voit pas le jour ce qui l'oblige à le construire par ses propres moyens au centre de la ville et non à l'emplacement du puits comme envisagé initialement,,.

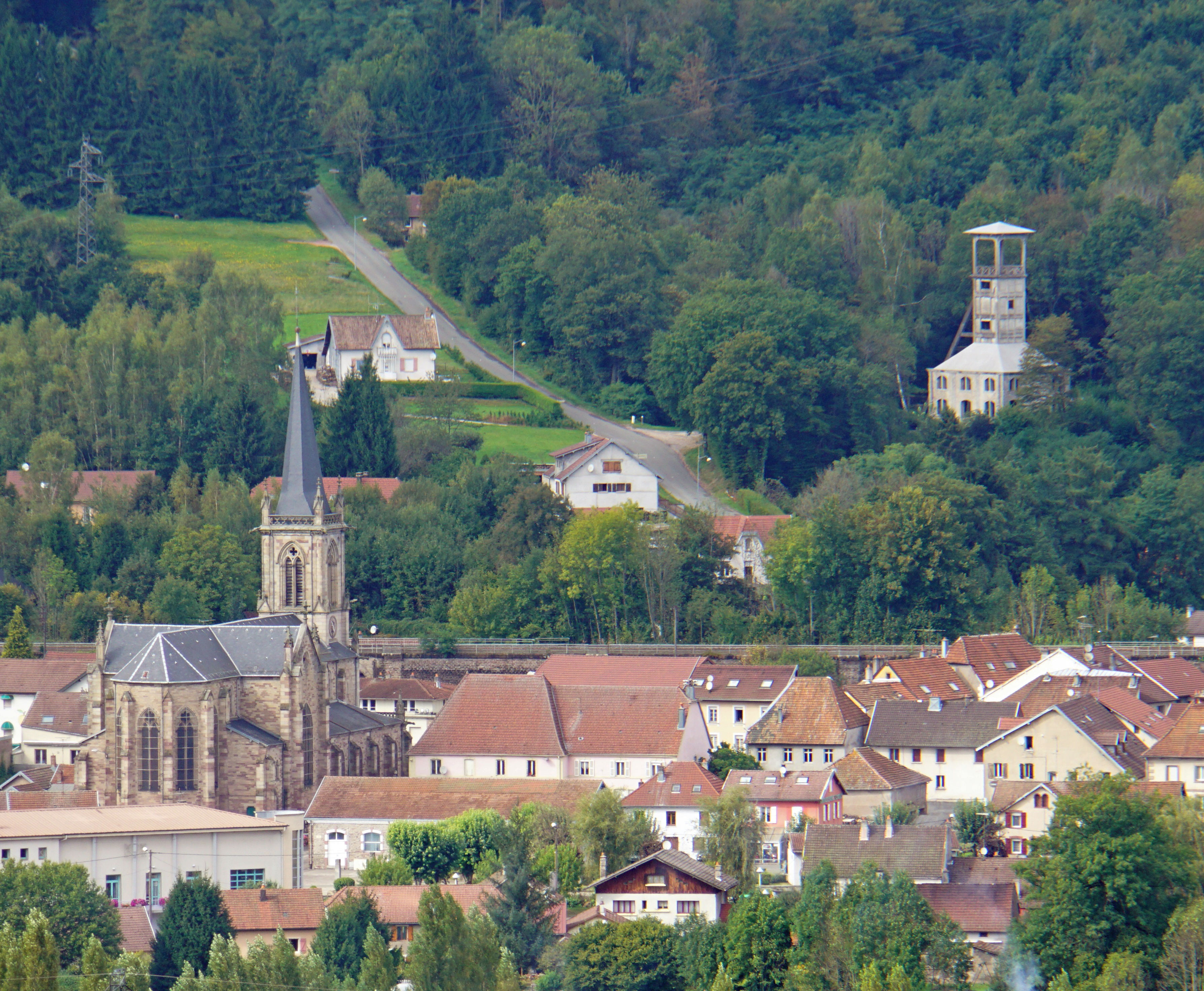
Vue du puits et du centre-ville.
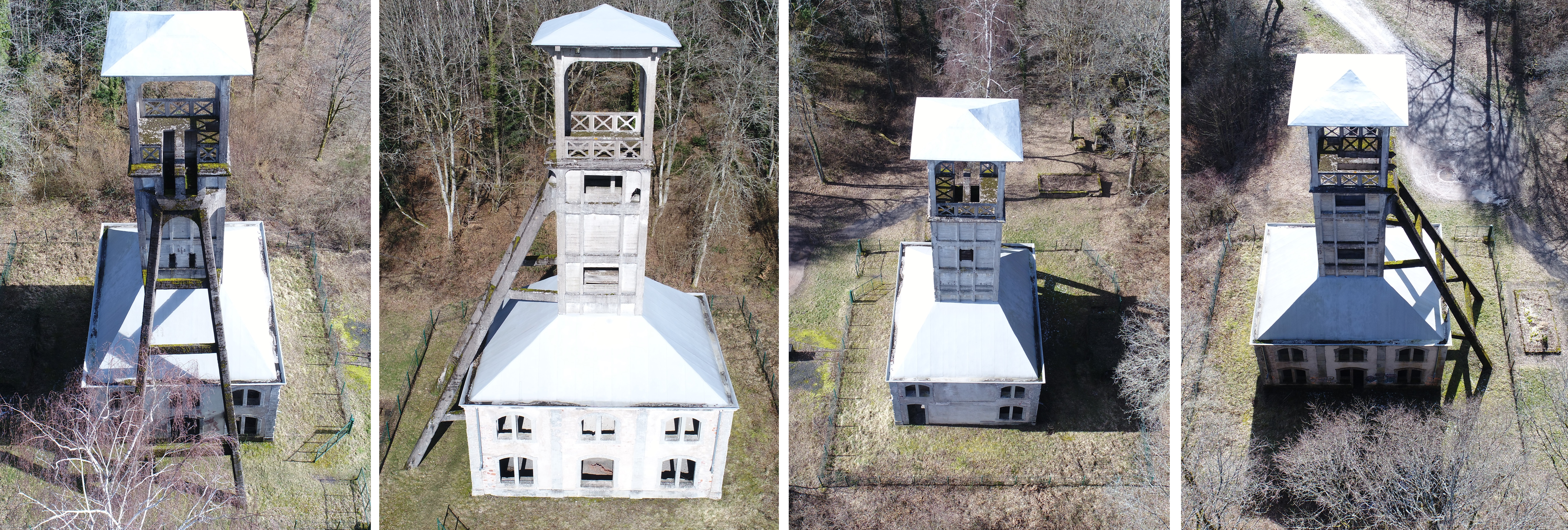
Le chevalement.
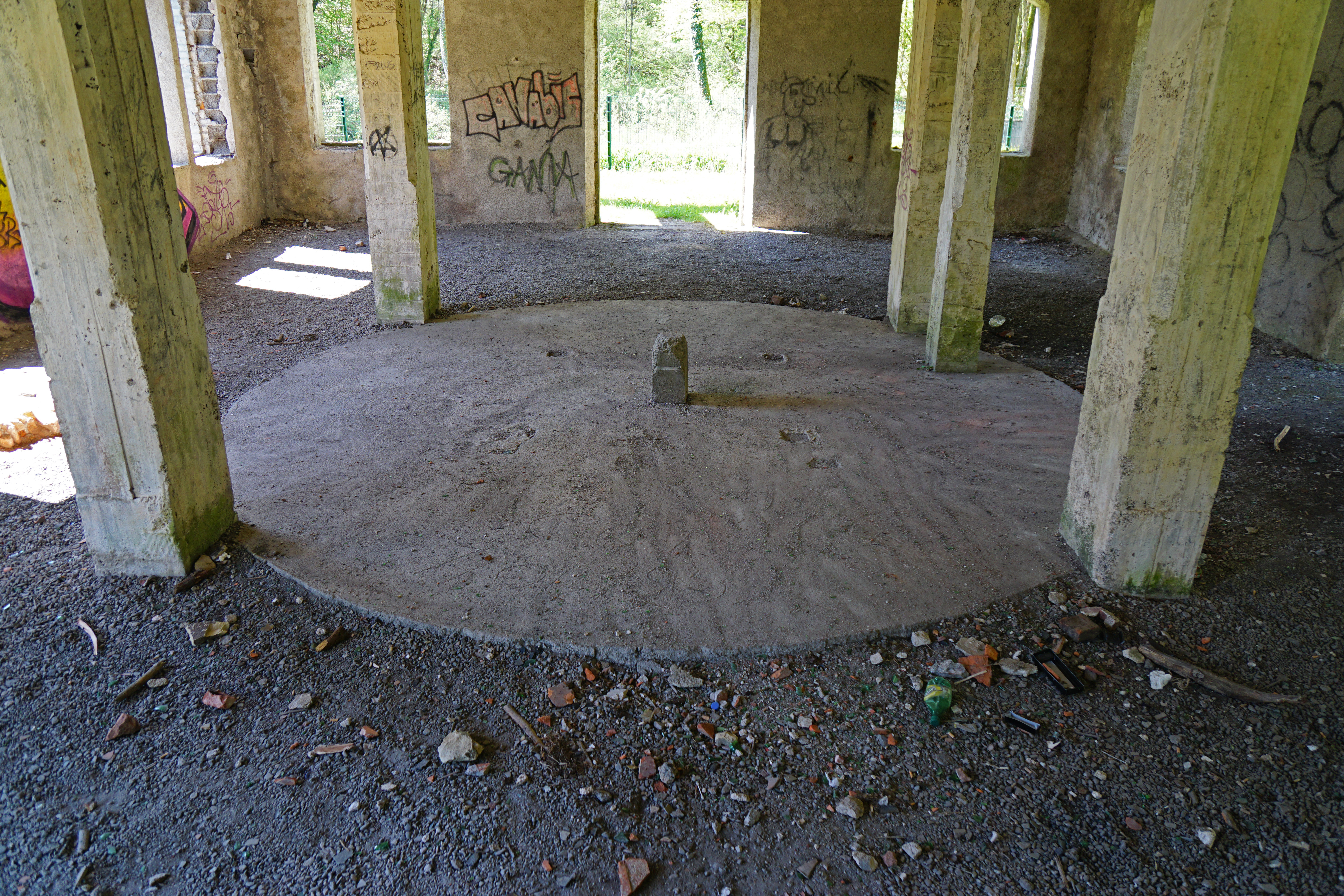
La dalle du puits.
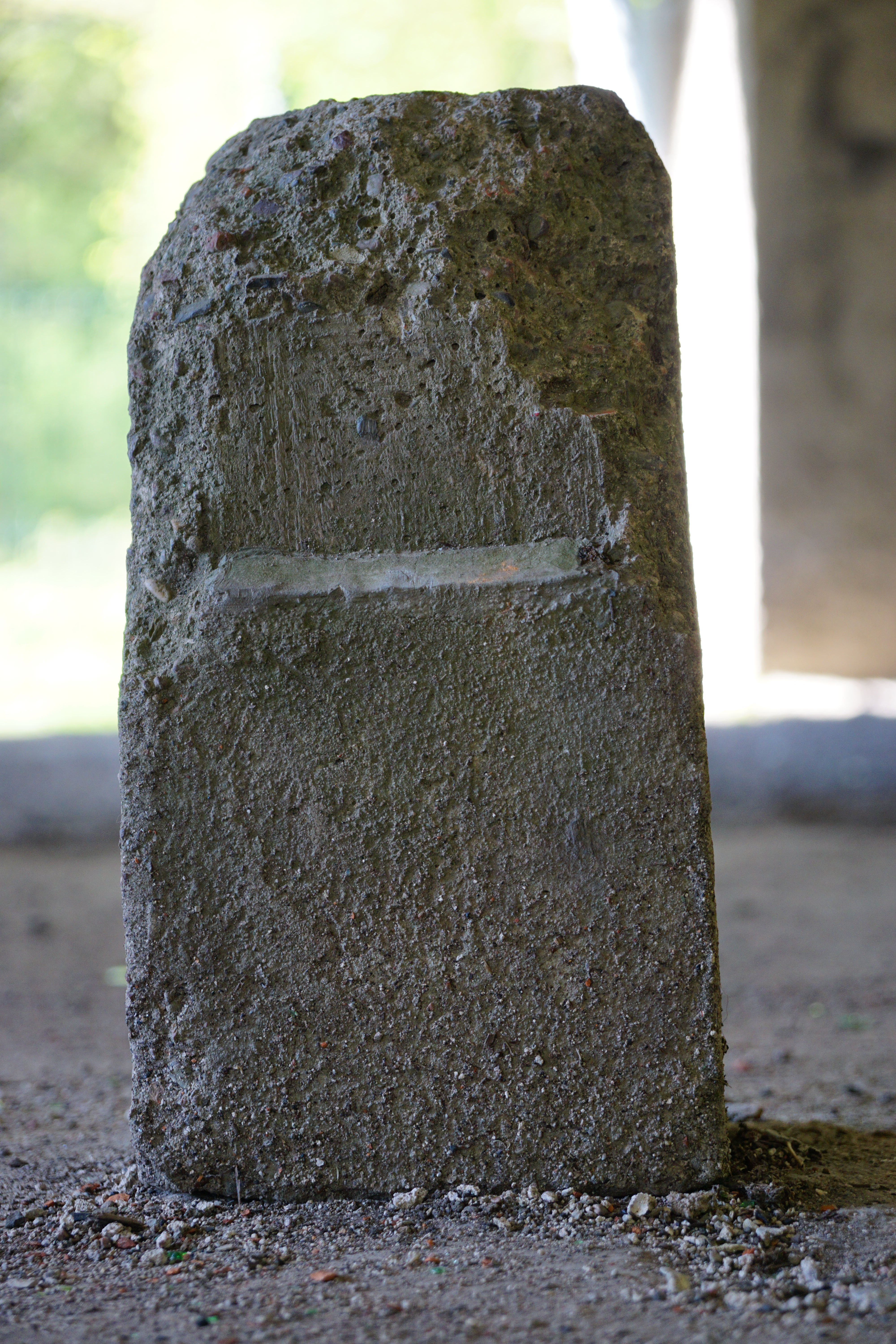
La borne du puits.

En 1976, un sondage par carottage est réalisé sur l'ancien carreau de la mine pour rechercher de l'uranium repéré dans la région de Ronchamp (aucune exploitation n'a lieu par la suite),. En 1979, le chevalement est rénové par l'entreprise Meuziau,. En 1994, le carreau du puits est réaménagé avec une locomotive et des berlines (des wagonnets de mine).
Le chevalement est inscrit aux monuments historiques le 29 mars 2001 avec le label « Patrimoine du XXe siècle ». Enfin, en juillet 2011, les ruines des bâtiments entourant le chevalement sont défrichées et restaurées dans le cadre d'un chantier international de jeunesse,.

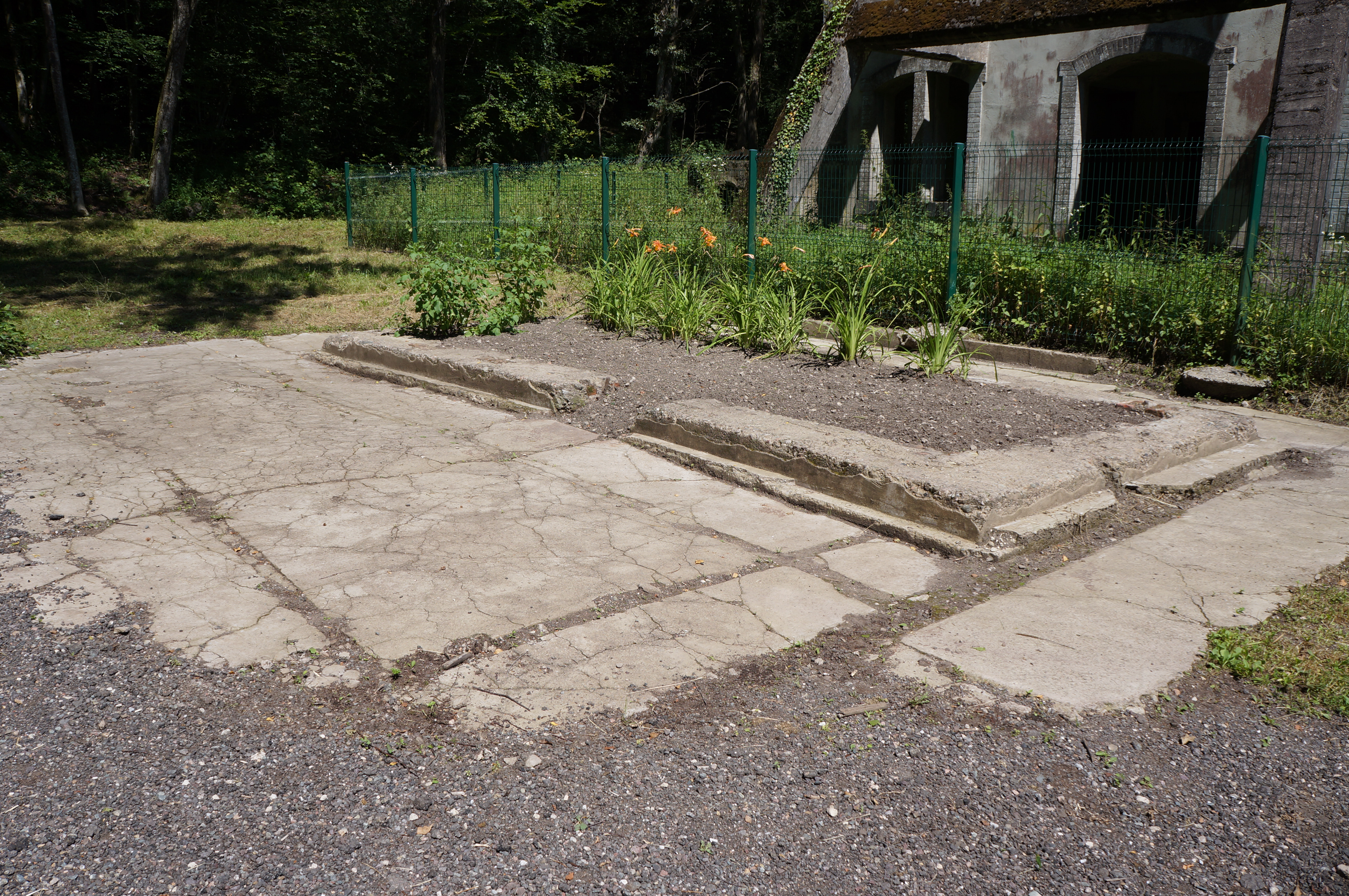
L'ancien bâtiment de la machine d'extraction.
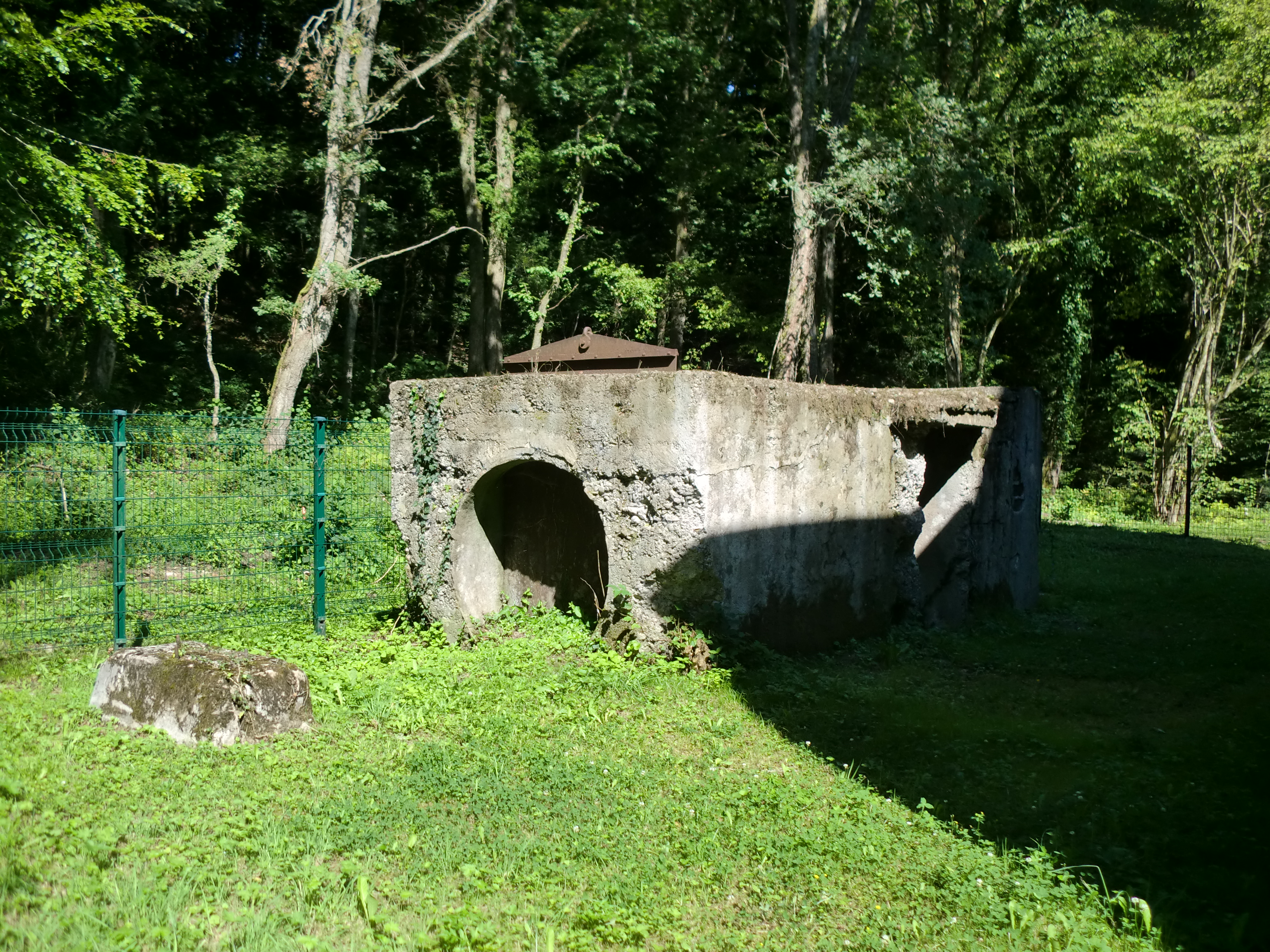
Vestiges d'un ventilateur.
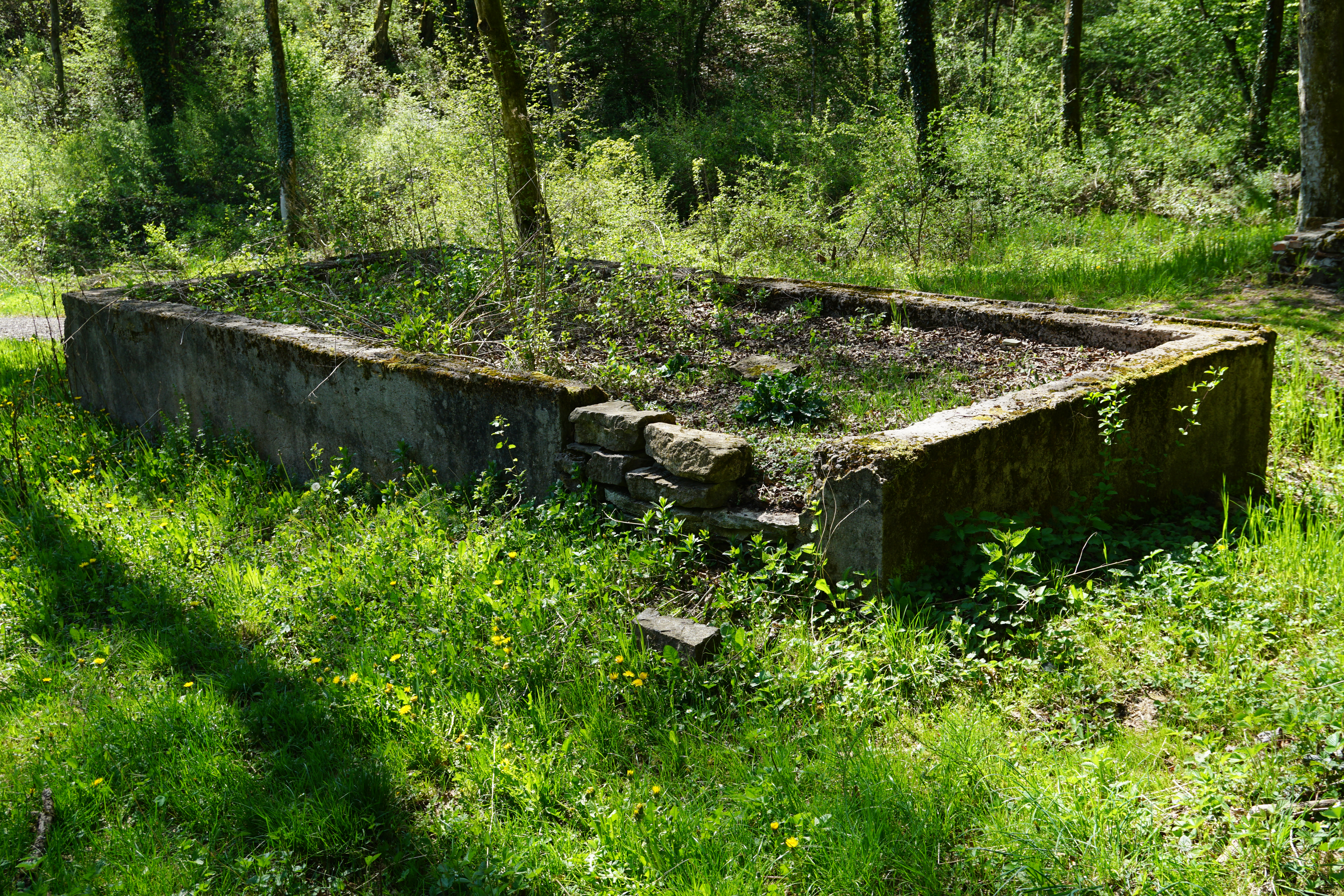
Restes du poste de contrôle.
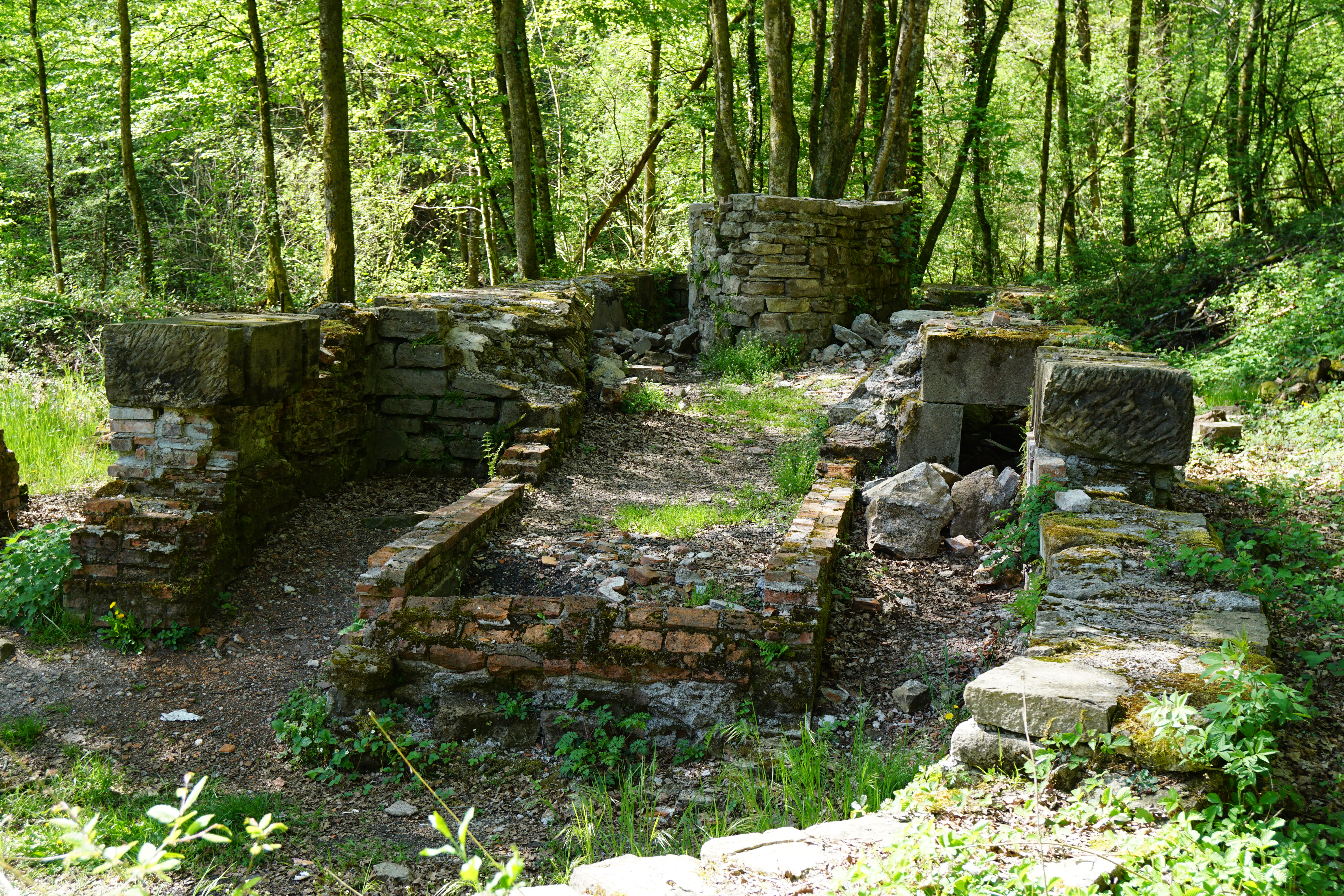
Soubassement de l'ancien bâtiment du ventilateur Guibal (XIXe siècle).